# Alpes-de-Haute-Provence
Alpes-de-Haute-Provence là một tỉnh của Pháp, thuộc vùng Hauts-de-France, bao gồm 5 quận với các quận lỵ còn lại là: Barcelonnette, Castellane, Forcalquier.

## Địa lý

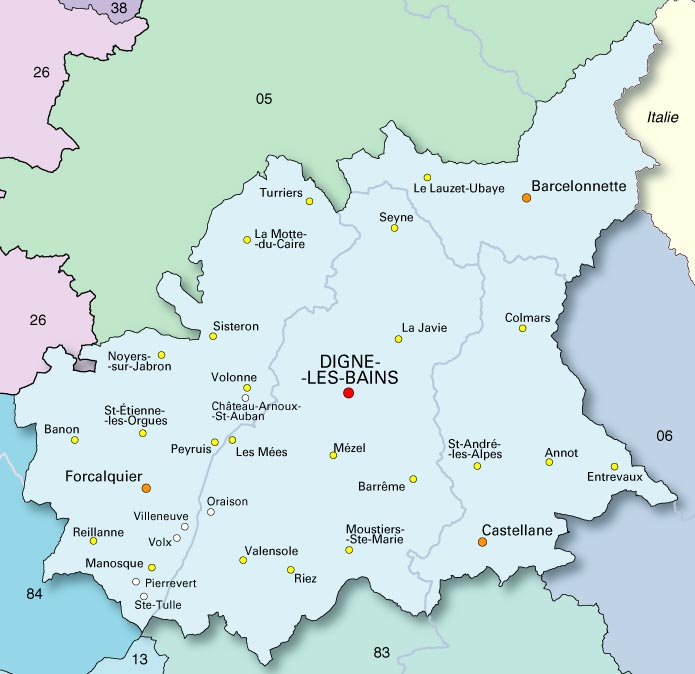

Nằm ở phía đông của Italy, khu Alpes-de-Haute-Provence được bao quanh bởi các phòng ban của Alpes-Maritimes, Var, Vaucluse, Drôme, và Hautes-Alpes. Nó có thể được chia thành ba khu vực tùy thuộc vào địa hình, khí hậu, dân số, và nền kinh tế:
Các cao nguyên, thung lũng và thung lũng của Haute-Provence, chiếm 1/3 diện tích nhưng 2/3 dân số và các thành phố quan trọng nhất của bộ phận với hầu hết các hoạt động kinh tế ngoài du lịch núi. Thung lũng của Durance, động mạch của bộ phận, cắt giảm phần còn lại của bộ phận thành hai nửa:
Dãy núi Hạ Alps: vùng núi trung du với các thung lũng và những ngôi làng rất xa
Dãy núi Alps cao: bao gồm các thung lũng Ubaye, Blanche và vùng Verdon cao (thượng nguồn của Colmars-les-Alpes), nơi nền kinh tế được xây dựng quanh núi du lịch (trượt tuyết). Ở Haute-Ubaye, đỉnh núi cao hơn 3000 m so với mực nước biển và tất cả các đèo đều ở gần hoặc cao hơn 2000 m ở độ cao. Trong khu vực này là một trong những con đường cao nhất ở châu Âu: đường chính D64 đạt đến độ cao 2802 m gần Col de la Bonette (2715 m) và kết nối khu vực Barcelonnette với thung lũng Tinée và Vésubie.
Việc cứu trợ vùng đất phân chia khu vực: các thung lũng bị kẹt khó tiếp cận để chia đất nước thành nhiều khu vực địa phương giao tiếp rất ít với bên ngoài. Năm 1877, 55 xã chỉ có đường mòn hoặc đường mòn.
Mối nguy hiểm địa chấn ở mức vừa phải (vùng 3) đến trung bình (vùng 4) với các lỗi khác nhau như Durance nằm trong tỉnh.
Các thành phố chính là Manosque, Digne-les-Bains, Sisteron, Château-Arnoux-Saint-Auban, Oraison, Forcalquier, Les Mées, Pierrevert, Villeneuve, Sainte-Tulle, Gréoux-les-Bains, Barcelonnette, và Castellane.